# استفانی میرلاچ
استفانی میرلاچ (انگلیسی: Stefanie Mirlach؛ زادهٔ ۱۸ آوریل ۱۹۹۰) بازیکن فوتبال اهل آلمان است.
از باشگاه‌هایی که در آن بازی کرده‌است می‌توان به باشگاه فوتبال زنان بایرن مونیخ و باشگاه فوتبال ۱.اف‌اف‌سی توربین پوتسدام اشاره کرد.